# Frédéric Beigbeder
Frédéric Beigbeder (Neuilly-sur-Seine, 21 september 1965) is een Frans schrijver.

## Leven en werk
Beigbeder studeerde politicologie aan de prestigieuze hogeschool Sciences Po in Parijs en werkte jarenlang als tekstschrijver op een reclamebureau, het Franse filiaal van Young & Rubicon, destijds het grootste reclamebedrijf ter wereld.
Beigbeder brak als schrijver door met de roman 99 francs (2000), waarin de reclamewereld vanuit meerdere perspectieven kritisch wordt beschreven. De titel van het boek was de verkoopprijs. De hoofdpersoon Octave werkt bij een reclamebureau, maar schrijft tegelijkertijd een kritisch boek over die wereld. Hij verwacht niet dat dat zijn loopbaan ongunstig zal beïnvloeden, omdat de reclamewereld provocatie en opstandigheid altijd moeiteloos weet te assimileren. Het boek werd een groot succes, maar Beigbeder werd – anders dan in de roman – op staande voet ontslagen, dit ondanks het feit dat de naam van het bedrijf Young & Rubicon was veranderd in Rosserys & Witchcraft, en de naam van de voornaamste cliënt Danone in Madonna. De roman werd in 2007 verfilmd door Jan Kounen met onder anderen Jean Dujardin, Jocelyn Quivrin, Élisa Tovati, Patrick Mille en Vahina Giocante.
Internationale aandacht trok Beigbeder met zijn boek Windows on the World (2003), waarin hij afwisselend het verhaal beschrijft van een man die met zijn zoontjes in het restaurant van het World Trade Center aan het ontbijten is op de ochtend van de aanslag en van een schrijver die op hetzelfde moment aan een verhaal bezig is in de Tour Montparnasse. In 2009 kreeg Beigbeder de Prix Renaudot voor Un roman français.
In Frankrijk is Beigbeder ook bekend als criticus en televisie-personality, en presenteerde onder andere een talkshow op Canal+. Hij adviseerde in 2002 de Franse Communistische partij tijdens de verkiezingen. In 2004 stelde hij de ‘Prix de Flore’ in, voor jonge auteurs. In 2007 maakte hij een televisiefilm over de Amerikaanse auteur J.D. Salinger.
Beigbeder woont en werkt in Parijs.

### Romans
- 1990 : Mémoire d'un jeune homme dérangé
- 1994 : Vacances dans le coma
- 1997 : L'amour dure trois ans; Nederlandse vertaling: Liefde duurt drie jaar. Vertaald door Marianne Kaas. Uitgeverij De Geus, Amsterdam, 2002. ISBN 9789044502619
- 2000 : 99 francs ; Nederlandse vertaling: Euro 6,99. Vertaald door Hans van Cuijlenborg. Uitgeverij De Geus, Amsterdam, 2001. ISBN 9789044500875
- 2003 : Windows on the World, Prix Interallié; Nederlandse vertaling: Windows on the World. Vertaald door Marianne Kaas. Uitgeverij De Geus, Amsterdam, 2004. ISBN 9789044505214
- 2005 : L'Égoïste romantique
- 2007 : Au secours pardon; Nederlandse vertaling: Vergeef me. Uitgeverij De Geus, Amsterdam, 2008. ISBN 9789044512069
- 2009 : Un roman français, Prix Renaudot
- 2014 : Oona et Salinger
- 2018 : Une vie sans fin. Nederlandse vertaling: Een leven zonder einde. Vertaald door Marianne Kaas. Uitgeverij De Geus, Amsterdam, 2019. ISBN 9789044541052
- 2020 : L'Homme qui pleure de rire

### Verhalen
- 1999 : Nouvelles sous ecstasy

### Essays
- 2001 : Dernier inventaire avant liquidation

### Overig
- 2004 : Je crois moi non plus : Dialogue entre un évêque et un mécréant (interviews)
- 2002 : Rester Normal (humor)
- 2004 : Rester Normal à Saint-Tropez (homor)

## Trivia
- De Franse schrijver Michel Houellebecq schreef in 2000 een essay over 99 francs, waarin hij de auteur prijst om diens rake beschrijving van de reclamewereld van binnenuit. Houellebecq walgt van de poging van Young & Rubicon (en Danone) om de verschijning van het boek te verhinderen. Het maakt hem vastbesloten om Danone en andere bedrijven en instellingen die publicaties trachten te verhinderen als vijanden te beschouwen en hen zoveel mogelijk te "beledigen, lasteren, zwartmaken, publiekelijk aantasten in hun goede naam en, voorzover dat binnen mijn mogelijkheden ligt, onherstelbaar beschadigen in materiële of immateriële zin".[1]
- Beigbeder speelt tevens een bescheiden rol in de roman De kaart en het gebied (2010) van Houellebecq, met wie hij bevriend is en die ook zelf een personage in deze roman is.

## Verder lezen
- Angie David, Frédéric Beigbeder, Léo Scheer, Parijs, 2007

- Biblioteca Nacional de España: XX1578555
- Bibliothèque nationale de France: cb121619388 (data)
- Catàleg d'autoritats de noms i títols de Catalunya: 981058530036106706
- Gemeinsame Normdatei: 123008867
- International Standard Name Identifier: 0000 0001 1027 306X
- Library of Congress Control Number: n94079707
- Nationale Bibliotheek van Letland: 000038585
- MusicBrainz: 893eba93-647f-45e4-b1da-a28cb9556cd1
- National Central Library: 000002680
- Nationale Bibliotheek van Tsjechië: xx0012536
- Nationale Bibliotheek van Israël: 987007301908205171
- Nationale Bibliotheek van Polen: a0000002914372
- Nederlandse Thesaurus van Auteursnamen: 089591909
- Istituto Centrale per il Catalogo Unico: MILV245728
- LIBRIS: 329107
- Système universitaire de documentation: 03014468X
- Virtual International Authority File: 56649388
- WorldCat: E39PBJkdhmrxPttvtphmttB9Dq